# Cearl de Mèrcia
Cearl (o Ceorl) va ser un rei de Mèrcia que va governar durant la primera part del segle vii, fins possiblement l'any 626. És el primer rei d'aquest país esmentat per Beda en la Historia ecclesiastica gentis Anglorum. Beda era northumbri i hostil a Mercia, fet que dona suport a la teoria de l'historiador Robin Fleming, que creu que ceorl podria ser un sobrenom que voldria dir «rústic» en anglès antic i que li hauria posat el cronista com a fotesa.
| Dál Riata (1) Regne dels pictes (2) Gododdin (3) Northúmbria (4) Mèrcia (5) Ànglia de l'Est (6) Essex (7) Sussex (9) Kent (8) Wessex (10) | Gwent (11) Glywysing (12) Dumnònia (13) Brycheiniog (14) Dyfed (15) Ceredigion (16) Powys (17) Gwynedd (18) Rheged (20) Strathclyde (21) |

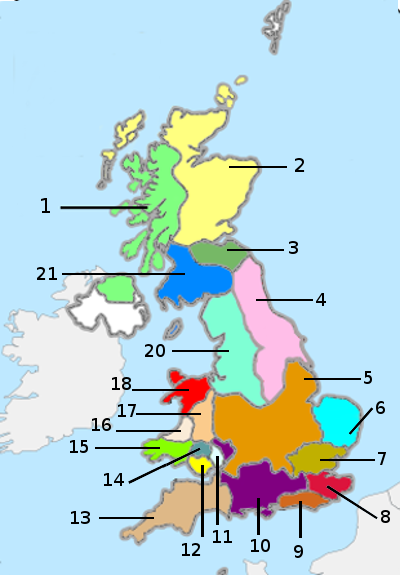
Els regnes de l'època de Cearl de Mèrcia:
Dál Riata (1)
Regne dels pictes (2)
Gododdin (3)
Northúmbria (4)
Mèrcia (5)
Ànglia de l'Est (6)
Essex (7)
Sussex (9)
Kent (8)
Wessex (10)
Gwent (11)
Glywysing (12)
Dumnònia (13)
Brycheiniog (14)
Dyfed (15)
Ceredigion (16)
Powys (17)
Gwynedd (18)
Rheged (20)
Strathclyde (21)

Es desconeixen els ancestres de Cearl. No està inclòs en la genealogia dels reis de Mèrcia; Henry de Huntingdon, en la seva crònica escrita al segle xii, el va situar com a governant després de Pybba, tot dient que no era fill de Pybba sinó un parent.
Beda l'esmenta només de passada, com a sogre d'Edwin de Northúmbria. Segons el cronista, Edwin es va casar amb Cwenburh (o Quenberga), filla de «Cearl, rei dels mercis» mentre estava en l'exili, i amb ella va tenir dos fills: Osfrith i Eadfrith. Els historiadors han pres aquest matrimoni com a prova per demostrar la independència de Cearl respecte del rei que llavors governava Northúmbria, Etelfred, ja que Edwin era rival d'Etelfred i Cearl no hauria casat la seva filla amb un enemic del seu superior. En la Historia Britonum es diu que va ser Penda el primer rei de Mèrcia que no va ser vassall dels de Northúmbria, però si Cearl va poder realitzar aquest matrimoni amb un enemic d'Etelfred no devia estar subjecte al consentiment de Northúmbria o potser la relació es va establir posteriorment. L'historiador D. P. Kirby ha especulat que potser Cearl va poder casar la seva filla amb Edwin gràcies a la protecció del poderós rei de l'Ànglia de l'Est, Raedwald, i que el subsegüent exili d'Edwin en el país dels angles de l'est podria significar que el poder d'Etelfred començava a tenir efecte sobre Cearl o els seus successors entre els mercis.
També s'ha suggerit que el regnat de Cearl va patir una catàstrofe entre la data de la batalla de Chester, vers el 616, i l'aparició del seu successor, Penda, fill de Pybba. Fins i tot, és possible que Cearl estigués implicat en el conflicte, cosa que hauria acabat amb la submissió de Mèrcia fins a l'arribada al tron de Penda.
Si Cearl va governar fins que Penda va ser rei és una qüestió desconeguda. Penda va començar a governar vers el 633 (i potser des del 626, si el que diu la Crònica anglosaxona és correcte). També es desconeix quin tipus de relació de parentiu va haver entre Cearl i Penda, si és que en van tenir cap. Que Cearl casés la seva filla amb Edwin podria ser una prova que demostraria que ell i Penda eren rivals, ja que més tard Penda (aliat a Cadwallon de Regne de Gwynedd) va lluitar contra Edwin i el va derrotar.
Més proves de la rivalitat entre Cearl i Penda es poden deduir del fet que Penda fes executar (segons Beda) a Eadfrith, un fill d'Edwin, net de Cearl, que havia estat capturat. Encara que no es coneixen els motius de Penda per a fer això, la mort d'Eadfrith sovint s'interpreta com a el resultat de pressions per part del rei Osvald de Northúmbria, per al qual Eadfrith hauria representat una amenaça; tanmateix, és possible que Penda hagués decidit que el llinatge d'Eadfrith no li anava bé per fer-lo servir de titella contra Osvald, puix que hauria suposat una amenaça a la posició de Penda respecte a un descendent de Cearl.